# Cattedrali nelle Isole Salomone
Questa è una lista delle Cattedrali presenti nelle Isole Salomone.

## Cattedrali cattoliche
| Cattedrale                   | Arcidiocesi o Diocesi  | Località | Dedicazione   |
| ---------------------------- | ---------------------- | -------- | ------------- |
| Cattedrale della Santa Croce | Arcidiocesi di Honiara | Honiara  | Santa Croce   |
| Cattedrale di Sant'Agostino  | Diocesi di Auki        | Auki     | Sant'Agostino |
| Cattedrale di San Pietro     | Diocesi di Gizo        | Gizo     | San Pietro    |

## Cattedrali anglicane
| Cattedrale                | Diocesi                          | Città   | Dedicazione |
| ------------------------- | -------------------------------- | ------- | ----------- |
| Cattedrale di San Barnaba | Diocesi della Melanesia Centrale | Honiara | San Barnaba |